# Episkopí Goniás
Episkopí Goniás, en grec moderne : Επισκοπή Γωνιάς, est un village de l'île de Santorin, dème de Thíra, d'Égée-Méridionale, en Grèce.
Selon le recensement de 2011, la population du village s'élève à 118 habitants.